# ريتشارد سيدون
ريتشارد جون سيدون (22 يونيو 1845 - 10 يونيو 1906) هو سياسي من نيوزيلندا تسلم منصب رئيس الوزراء الخامس عشر لنيوزيلندا من عام 1893 حتى وفاته أي لمدة ثلاثة عشر عامًا وتعتبر مدة حكمه هي الأطول بين مدة حكم جميع الوزراء حتى الآن.
ولد ريتشارد في إكليستون بالقرب من سانت هيلينز في لانكشاير التابعة لإنجلترا، وانتقل إلى نيوزيلندا في عام 1866 للانضمام إلى عمه في حقول الذهب في الساحل الغربي، برز ريتشارد في السياسة المحلية وهذا ما أهله لكسب مقعد في مجلس النواب عام 1879 وأصبح عضوًا رئيسيًا في الحزب الليبرالي تحت قيادة جون بالانس لكنه اختلف معه بشكل كبير بسبب تعارض أطباعه المحافظة مع تقدم أفكار بالانس، تسلم ريتشارد العديد من المناصب بما في ذلك وزير الأشغال العامة عندما وصلت الحكومة الليبرالية إلى السلطة عام 1891، وتمكن من التقدم بسرعة ليسيطر على الحزب الليبرالي بأكمله.
نجح سيدون في قيادة الحزب الليبرالي بعد وفاة جون بالانس في عام 1893 بالإضافة إلى تطبيق قانون حق المرأة في الاقتراع على الرغم من معارضة ريتشارد له، حققت حكومة سيدون العديد من التغييرات الاجتماعية والاقتصادية مثل صرف معاشات كبار السن. تغلبت شعبية سيدون الشخصية وجاذبيته وقوته على معارضة الحكومة إذ وصف بأنه يؤسس قوة شعبية أثطلق عليها أسم (القوة السيدونية) وهو مصطلح عامي لأتباع ريتشارد سيدون من المحافظة القومية باعتباره الأيديولوجية السياسية المهيمنة في نيوزيلندا.
فشلت محاولات ريتشارد لضم جزر فيجي مع نيوزيلندا لكنه نجح في محاولات ضم جزر كوك في عام 1901، كما دعمت حكومة سيدون بريطانيا بقوات في حرب البوير الثانية (1899-1902) ودعمت التجارة التفضيلية بين المستعمرات البريطانية.
كان ريتشارد سيدون سياسيًا إقليميًا لأبعد الحدود إذ وصفه أستاذ التاريخ الراحل بجامعة فيكتوريا الدكتور هامر بأنه سياسي ضيق الأفق يهتم بمصلحة إقليم الساحل الغربي النيوزلندي ويقاتل من أجلها لكنه لا يولي أي اهتمام أو معرفة بمشاكل بقية نيوزلندا. بقي منزل سيدون في إقليم الساحل الغربي طوال فترة رئاسته للوزراء ومكث فيه ولم يأت إلى ويلينغتون بشكل منتظم إلا على مضض في أواخر تسعينيات القرن التاسع عشر. وصفه الآخرون أيضًا برجل تفكيره سري لأنه حارب القلق والاكتئاب بمفرده سرًا بشجاعة مطلقة وأخفى كفاحه الشخصي حتى لا يشعر أعدائه بالسعادة والانتصار. 
ألهم ريتشارد أعضاء حكومته لمدة طويلة على الرغم من مخاوفه الشخصية ووجهات نظره غير الليبرالية منذ تسلمه لقيادة الحزب الليبرالي وحتى وفاته، عانى الحزب بعد وفاته وكافح من أجل التعافي.
عُرف سيمون بإسلوبه الاستبدادي وكانت تطلق عليه ألقاب ساخرة لأنه كان عنصريًا مع الصينيين ولكنه يُعتبر واحدًا من أعظم الشخصيات وأكثرها تأثيرًا بين السياسيين المعروفين في تاريخ نيوزيلندا.

## النشأة
ولد ريتشارد سيدون بالقرب من سانت هيلينز في لانكشاير التابعة لإنجلترا عام 1845 كان، والده توماس سيدون الذي ولد عام 1817 مدير مدرسة وكانت والدته جين ليندساي معلمة، تزوج والداه في 8 فبراير عام 1849 في كنيسة المسيح وكان ترتيبه الثالث بين ثمانية أطفال، لم تساعده هذه الخلفية العائلية كثيرًا في طفولته إذ عرف بحده أطباعه ومستواه السيء في المدرسة. مال ريتشارد إلى حب الهندسة في تعليمه إلا أنه ترك المدرسة وعمره 12 عامًا، عمل بعد ذلك في مزرعة جده ثم انتقل للعمل في مزارع أخرى إلى أن حصل على شهادة من مجلس التجارة أهلته للعمل كمهندس ميكانيكي.
هاجر سيدون إلى أستراليا في 15 وينيو 1862 وكان يبلغ من العمر 16 عامًا لأن عمله كان مزعجًا وخطب لويزا جين سبوتسوود لكن عائلتها لم تسمح بالزواج حتى أصبح دخل سيدون مضمونًا.
انتقل بعدها إلى إقليم الساحل الغربي النيوزلندي في 1866 وعمل في حقول الذهب وعاد إلى أستراليا فترة قصيرة ليتزوج من لويزا ثم أسس متجرًا ووسعه ليتضمن بيع الكحول، وتبعته أخته الكبرى فيبي والأخوان الأصغر إدوارد وجيم وأخته الصغرى ماري إلى الساحل الغربي للعيش هناك.